# Ronssoy
Ronssoy (picardisch: Roncheu) ist eine französische Gemeinde mit 104 Einwohnern (Stand 1. Januar 2022) im Département Somme in der Region Hauts-de-France im Norden von Frankreich. Die Gemeinde gehört zum Kanton Péronne.

## Geographie
Ronssoy ist die östlichste Gemeinde des Départements Somme. Sie liegt an der Départementsstraße D58, die zum System der Chaussée Brunehaut gehört, an der Grenze zum Département Aisne (Gemeinde Lempire). Die Autoroute A26 verläuft durch den östlichen Teil des Gemeindegebiets.

## Geschichte
Die Gemeinde, die im Ersten Weltkrieg als letzte im Gebiet des Départements wieder unter französische Kontrolle kam,  erhielt als Auszeichnung das Croix de guerre 1914–1918.

## Einwohner
| 1962 | 1968 | 1975 | 1982 | 1990 | 1999 | 2006 | 2010 |
| ---- | ---- | ---- | ---- | ---- | ---- | ---- | ---- |
| 716  | 696  | 636  | 654  | 624  | 612  | 545  | 561  |

## Sehenswürdigkeiten
- Kirche Saint-Nicolas, erbaut im 20. Jahrhundert

## Persönlichkeiten
- Anatole Vély, Maler (1838–1882), in Ronssoy geboren.